# Szymon Zacjusz
Szymon Zacjusz, właściwie: Szymon Żak, inna formy nazwiska: Zacius, (ur. około 1507 w Proszowicach, zm. około 1591 w Bochni) – pastor kalwiński, propagator reformacji na Litwie i w Małopolsce, pisarz teologiczny, poeta, jeden z autorów przekładu Biblii brzeskiej.

## Życiorys
Syn mieszczanina Marcina Żaka. Dzieciństwo spędził w Proszowicach (Małopolska). W latach 1523–1526 studiował w Akademii Krakowskiej, 3 lata później uzyskał stopień bakałarza, a w roku 1531 magistra. Był księdzem. Po zakończeniu studiów kierował szkołą zamkową na Wawelu i sprawował urząd kantora krakowskiej szkoły katedralnej. Należał do najwybitniejszych ówczesnych humanistów, znał biegle łacinę, grecki i hebrajski. Jesienią roku 1535 ujawnił się jako zwolennik kalwinizmu. Spotkały go za to ostre represje – musiał wyjechać na Litwę na dwór Mikołaja Radziwiłła Czarnego, gdzie został jednocześnie przełożonym kalwińskich zborów w jego majątkach. W półroczu letnim 1538 był notowany w Liber diligentarium jako extraneus.
W latach 1540–1548 był naczelnym pastorem w Krzyżanowicach koło Bochni. Około roku 1549 przyjął wyznanie helweckie i tam też ożenił się z Katarzyną Przeklotówną (Przekłotką), która urodziła mu dwie córki. Ekskomunikowany zaocznie, schronił się w roku 1551 (przez okres dwóch lat) na dworze biskupa kujawskiego Jana Drohojowskiego. W Brześciu pełnił urząd ministra, wkrótce potem otrzymał jako pierwszy godność superintendenta zborów litewskich i podlaskich w Wilnie. Na synodzie pińczowskim w roku 1560 przeprowadził unię kościołów litewskich z małopolskimi. W latach 1561–1570 był ministrem i seniorem w Krakowie. Po roku 1570 ponownie osiadł w Bochni. Dorobił się znacznego majątku (domy, majątki ziemskie i kram solny w rynku), część dochodów przeznaczał na propagowanie kalwinizmu, głównie wśród górników z żup bocheńskich.
Mimo że był postacią kontrowersyjną (miał opinię niszczyciela kościołów katolickich na Litwie), to cieszył się pod koniec życia powszechnym szacunkiem i popularnością. Na starość cierpiał na chorobę nóg, która uniemożliwiła mu chodzenie (był wożony w specjalnej kolasie). Jako kalwinista nie mógł być pochowany na miejscowym cmentarzu katolickim i pochowano go (około roku 1591) w ogrodzie jego domu w Bochni przy ulicy Białej.
W roku 1956 podczas budowy nowego domu odkryto szczątki Zacjusza oraz jego żony i córki.

## Twórczość

### Ważniejsze utwory
- Ad... Petrum Tomicium, episcopum cracoviensem... de reditu..., brak miejsca wydania 1532 (poemat łaciński)
- Ad... Andream de Tenczyn..., Kraków 1535, drukarnia H. Wietor, (poemat na szczęśliwy powrót Tęczyńskiego do kraju; na końcu wiersz pt. Super epistolam b. Pauli ad Hebroes I. Multiphane multique modis); unikat: Biblioteka Jagiellońska
- Epithalamion... principis Joachimi Branderburgensis... et... Hedvigis... regis Poloniae Sisgismundi filiae, Kraków 1535, drukarnia F. Ungler
- Ode dicolos distrophos de anunciatione, conceptione et nativitate Jesu Christi, brak miejsca wydania (1535, drukarnia H. Wietor?)
- Ode dicolos tetrastrophos de inferorum demolitione et passione ac resurrectione Jesu Christi. Ad... dominum Andream de Tenczyn, (Kraków) 1535. drukarnia F. Ungler
- Akta, to jest sprawy zboru krześciańskiego wileńskiego, które sie poczeli roku Pańskiego 1557 miesiąca decembra dnia 14, Brześć 1559, drukarnia S. Murmelius; przedr. H. Merczyng Mounumenta Reformationis Polonicae et Lithuanicae, seria X, zeszyt 1, Wilno 1913; unikat: Biblioteka Czartoryskich
- O posciech i o ich własnościach i sposobach, skąd naprzód poszły, a jako mają być chowane i rozumiane, Brześć 1559, drukarnia S. Murmelius
- Wyznanie wiary zboru wileńskiego z księdzem Simonem z Proszowic superintendentem i ze wszemi ministry wespołek przyjęte i pochwalone, Brześć 1559, drukarnia S. Murmelius

Ponadto pisał (tłumaczył) pieśni przedrukowane w kancjonałach: Jana Seklucjana, Bartłomieja Groickiego, Piotra Artomiusza i Jana Zaremby. W pozostałych fragmentach ostatniego kancjonału, wyd. w roku 1558, znajdują się nast. tytuły pieśni S. Zacjusza: Piosnka zaranna, gdy zorze wschodzą; Druga piosnka na rane powstanie, gdy się rozdniewa; Hymnus inszym kształtem przełożony na polskie...; Pożegnanie krześciańskie na każdy dzień. Utwór Piosnka zaranna według Zaremby i przedruku u Seklucjana – przedr. Z. M. Szweykowski: Wstęp do: C. Bazylik: Pieśni na 4-głosowy chór mieszany a cappella. Wyd. Z. M. Szweykowski i S. Wiechowicz, Kraków 1958, Wydawnictwa Dawnej Muzyki Polskiej, zeszyt 24, s. 12 – Utwór: Pożegnanie krześciańskie – przedr.: W. Budka "Szymon Zacius", Reformacja w Polsce 1922; Z. M. Szweykowski: Wstęp do: C. Bazylik: Pieśni na 4-głosowy chór mieszany a cappella.

### Utwór o autorstwie niepewnym
- Katechismus mniejszy, to jest nauka z krótkim wykładem o przedniejszych cząstkach zakonu krześciańskiego dla ludu prostego... Katechismus więtszy, to jest nauka krześcianska o Bodze i o wierze swiętej, w której ociec z synem rozmawiają, Brześć 1553 lub 1554, drukarnia B. Wojewódka; przedr. F. Pułaski pt. "Katechizm brzeski 1553/1554 r.", Warszawa 1908, Collectanea Bibl. Ordynacji Krasińskich, nr 1, (autorstwo przypisują S. Zacjuszowi, F. Pułaski, T. Grabowski i nieco później Estreicher. J. Koryl dopatruje się jednak autora Katechizmu raczej w Bernardzie Wojewódce[1]).